# Софіївка (Олександрівська селищна громада)
Софі́ївка — село Олександрівської селищної громади Краматорського району Донецької області, України. Населення становить 287 осіб.